# Вишња Николић
Вишња Николић (1983) српска је графичарка. По завршетку Академије уметности у Новом Саду ступила на ликовну сцену Србије са већ изграђеним стилом и начином ликовног изражавања. За приказ просторних односа и атмосфере у својим уметничким делима Вишња свесно користи контраст; сведеног колорита, светлости и сенке, црног и белог, надопуњујући све то употребом магличастих ефеката дубоке штампе. Члан је УЛУВ-а, од 2006. године. До сада је излагала не значајнијим колективним изложбама и девет самосталних изложби у земљи и иностранству. Учествовала је и у едукативно-мотивационом пројекту „Лутајући отисак“.

## Живот
Рођена је 24. фебруара 1983. године у Инђији, од оца Светислава и мајке Верице (девојачко Мишковић). Основну школу „Јован Поповић“ у Инђији похађала је од 1989. до 1997. године. Средње образовање стекла је у Гимназији у Инђији, у којој је матурирала 2001. године.
Дипломирала је 2005. године на Академији уметности у Новом Саду, група за графику, у класи професора Зорана Тодовића. Специјалистичке-магистарске студије завршила је 2010. године, у класи професора Зорана Тодовића такође на Академији уметности у Новом Саду, након одбране магистарске тезе, под називом: „Урбани простор - реалност и транспозиција“.
Као добитница стипендије Култур Контакт-а Аустрије, 2006. године завршила је Интернационалну летњу академију лепих уметности у Салцбургу, одсек графике, у класи професора Конрада Винтера.
Вишња Николић од 2006. године члан је УЛУВ-а. Живи и ствара у Новом Саду.

## Уметнички рад
Уметнички рад, графичарке Вишње Николић пример је како се вештом применом технике у једном уметничком делу може произвести атмосфера. У њеним делима атмосфера је слична надреалној, о чему Јасна Јованов у каталогу за једну од Вишњиних изложби каже:
| „ | Добро је што се новосадска графичарка ухватила у коштац с атмосфером, јер она спречава склизнуће у празњикавост, што је код младих вештих цртача могућ исход поготово кад постану сигурни у своју руку. | ” |

Просторни односи у графикама Вишња Николић су доминантно представљени контрастима; светло-тамно, светлости и сенке, црног и белог, које уметница вешто комбинује применом сведеног колорита и савремених и разноврсних техника дубоке штампе чиме постиже својеврсну зрнасту, меку текстура која, попут магличастих филтера, могуће оштре контрасте, замагљује успостављајући додатну, вредност чулног осећаја.
Уметнички рад Вишње Николић, приказан у њеном циклусу графика „Урбани простор - реалност и транспозиција“, „настао је на реалацији анализе света и његове транспозиције у апстрактно“. Студију простора урбаних пејзажа, којима се уметница бави, она је свела на односе површина испресецаних вертикалним и хоризонталним линијским ритмом чиме је ликовни приказ довела на ниво апстрактности.
| „ | Мотиви које користи на својим графикам су уличне фасаде, степеништа, прозори, улази...„што подсећа и на Де Кирикову метафизику, само што код Вишње нема људи - ни у виду скулптура. Човек ипак не недостаје, јер све што је пред вама, његових је руку дело, па и кад је испуњено празнином - оном која еманира енергију, овог пута треперење. | ” |

Иако користи специфичан начин посматрања, из прикрајка, код Вишња Николић, не постоји јасно одређен план, тј место са кога она гледа негде у дубину геометрије уских пролаза међу зградама, у коју смешта жижу њеног и гледаочевог интересовања, јер она вешто користи топлу светлост постављену у центар, већ симетричне композиције. И онда када је кадар шири Вишња наш поглед смешта у залеђе некакавих зидова или га спутава прозором са решеткама, геометријом, растером или ритмом, настојећи да наш опажај, преко фасада и кровова, са ширим међусобним размаком, усмери ка животу, који постоји негде у реалности, иза тих на изглед хостилних, урбаних простора.
И у поставкама својих изложби Вишња Николић, користи дубину геометрије, уоквирујући своје графике, мањих димензија, широким паспартуом у два нивоа и две нијансе белог у великом раму.

### Ликовне колоније
- 2015. Графичка радионица Сићево, у објекту Ликовне колоније Сићево.[4]

## Самосталне изложбе
- 2013. Ниш, ГСЛУ Ниш, Салон 77 у Нишкој тврђави, Графике, „Урбани простор - реалност и транспозиција“.
- 2012. Стара Пазова, Галерија културног центра, Графике
- 2011. Београд, Галерија Графички колектив, Графике, „Урбани простор - реалност и транспозиција“.
- 2011. Нови Сад, Галерија УЛУВ-а, Графике, „Урбани простор - реалност и транспозиција“.
- 2010. Инђија. Културни центар, Графике
- 2010. Нови Сад, Мултимедијални центар Академије уметности, Магистарска изложба
- 2010. Чачак Ликовни салон Дома културе, Графике
- 2007. Крагујевац Студентски културни центар, Графике
- 2005. Инђија. Културни центар, Графике

## Учешће на колективним изложбама
Вишња Николић групно је излагала на значајнијим изложбама, бијеналима и тријеналима графике у земљи и иностранству (Бугарска, Босна и Херцеговина, Македонија, Немачка, Аустрија, Чешка).
| Година | У земљи | Година | У иностранству |
| ------ | --- | ------ | --- |
| 2013.  | - Апатин, Галерија "Меандер", Изложба графика - Пројекат - „Лутајући отисак“ - Нови Сад, Галерија ликовне уметности - Поклон збирка Рајка Мамузића, Ноћ музеја, Изложба графика - Пројекат - „Лутајући отисак“ - Панчево, Историјски архив у Панчеву, Изложба графика - Пројекат - „Лутајући отисак“ - Суботица, Модерна галерија „Ликовни сусрет“, Изложба графика - Пројекат „Лутајући отисак“ - Нови Сад, Галерија ликовне уметности - Поклон збирка Рајка Мамузића, Дијалог, Изложба графика Српске и Босанско-херцеговачких уметника - графичара | 2013.  | - Софија, Бугарска, Амбасада Републике Србије, Пројекат „Пергамент Србија“ |
| 2012.  | - Београд, Галерија Графички колектив, Мали печат - Београд, Продајна галерија Београд, Магистри графике Академије уметности у Новом Саду 1992 - 2010 - Београд, Центар за графику и визуелна истраживања „Академија“, „Дијалог“, Изложба графика Српске и Босанско-херцеговачких уметника - графичара - Горњи Милановац, Међународно бијенале минијатуре - Пројекат „Пергамент Србија“ | 2012.  | - Бања Лука, Босна и Херцеговина, Културни центар Бански двор, „Дијалог“, Изложба графика Српских и Босанско-херцеговачких уметника - графичара - Брно, Чешка република, Академија ликовних уметности, „Галерија Аула“, Магистри графике Академије уметности у Новом Саду 1992 - 2010 |
| 2011.  | - Београд, Галерија „Феникс“, Пратећа изложба 46. Златног пера Београда - „Пергамент концертино“ (Уметничке књиге на пергаменту) - Београд, Уметнички павиљон Цвјета Зузорић, Прво међународно тријенале графике - Нови Сад, Галерија ликовне уметности поклон збирка Рајка Мамузића, Магистри графике Академије уметности у Новом Саду 1992-2010 | 2011.  | - Софија, Бугарска, Леседра, Х Међународна изложба мале графике - Сарајево, Босна и Херцеговина, Галерија Collegium Artisticum, Пергамент Србија |
| 2010.  | - Београд, Галерија Графички колектив, Мајска изложба графике - Београд, Галерија Графички колектив, Мали печат | 2010.  | - Биделсдорф, Немачка, Норд Арт, Међународна годишња изложба савремене уметности |
| 2006.  | - Београд, Галерија Графички колектив, Мали печат - Нови Сад, Галерија Војвођанске банке, Бијенале-Пејзаж - Нови Сад, Галерија Војвођанске банке, Годишња изложба УЛУВ-а - Београд, Галерија Графички колектив, Мајска изложба графике - Београд, Галерија Студентски град, Професор и његови студенти - Нови Сад, Галерија удружења ликовних уметника Војводине, Изложба нових чланова | 2006.  | - Салцбург, Аустрија, International Summer Academy of Fine Arts |
| 2005.  | - Нови Сад, Мали ликовни салон, Графика малог формата - Београд, Галерија Графички колектив, Мали печат - Нови Сад, Галерија Матице српске, Дипломска изложба-графике - Нови Сад, Музеј савремене уметности Војводине, Дипломска изложба - цртежи - Нови Сад, Галерија Арт клиника, Цртежи | 2005.  | - Скопље, Македонија, Међународно студентско бијенале - Никшић, Црна Гора, Међународно бијенале минијатура |
| 2004.  | - Београд, Галерија Графички колектив, Мали печат |        | |
| 2002.  | - Сирогојно, Музеј Сирогојно, Дрворез |        | |